# Saint-Jean-de-Verges
 Saint-Jean-de-Verges  là một xã ở tỉnh Ariège, thuộc vùng Occitanie ở phía tây nam nước Pháp.